# Vicis d'estiu
Vicis d'estiu (títol original: Dove vai in vacanza ?) és un pel·lícula italiana dirigida per Mauro Bolognini, Luciano Salce i Alberto Sordi el 1978. Ha estat doblada al català.

## Argument
A "Seré tota per a tu, Enrico (Ugo Tognazzi) decideix passar uns dies amb la seu ex, Giuliana (Stefania Sandrelli), a la casa del seu expromès. Enrico espera passar una romántica estada amb ella però la inesperada arribada d'amics i col·legues, i fins i tot de l'expromès de Giuliana, altera tots els seus plans.
A "Sí, buana", Arturo (Paolo Villaggio), guia improvisat de safaris a l'Àfrica, es troba a desgrat seu implicat en un dissimulat homicidi.
A "Les vacances intel·ligents", les vacances d'estiu de Remo (Alberto Sordi) i Augusta (Anna Longhi) són organitzades per primera vegada pels seus fills, molt pròxims a llicenciar-se en la universitat. Per la qual cosa a causa de la seva superior cultura, es proposen de substituir el relaxant descans dels seus pares per visites a museus, ciutats i altres llocs d'interès artístic, com una necròpolis etrusca i la Biennal de Venècia, a més d'assistència als concerts.

## Repartiment
- Ugo Tognazzi: Enrico
- Stefania Sandrelli: Giuliana
- Pietro Brambilla: Tommaso
- Clara Colosimo: Virginia
- Emilio Locurcio: Fulvio
- Adriano Amidei Migliano: Armando
- Lorraine De Selle
- Paola Orefice
- Rosanna Ruffini
- Ricky Tognazzi
- Rodolfo Bigotti
- Elisabetta Pozzi
- Brigitte Petronio
- Marilda Donà
- Roberto Spagnoli
- Paolo Villaggio
- Gigi Reder
- Alberto Sordi
- Anna Longhi